# Kacper Adamski
Kacper Adamski (ur. 19 marca 1992 w Płocku) – polski piłkarz ręczny, rozgrywający.

## Kariera sportowa
Wychowanek Wisły Płock, do 2012 grał w drugim zespole tego klubu. W latach 2012–2014 był graczem Siódemki Miedź Legnica. W sezonie 2012/2013 zadebiutował w jej barwach w Superlidze, natomiast w sezonie 2013/2014, w którym zdobył 166 bramek w 26 spotkaniach, zajął 2. miejsce w klasyfikacji strzelców grupy B I ligi.
W sezonie 2014/2015 występował w Wybrzeżu Gdańsk (14 meczów i 21 bramek w Superlidze). W 2015 powrócił do Wisły II Płock, grając w jej barwach w I lidze. Okresowo trenował również z pierwszym zespołem płocczan, występując w dwóch meczach Superligi i zdobywając dwa gole. W sezonie 2016/2017 był graczem Gwardii Opole, w której rozegrał 31 spotkań i rzucił 29 bramek. W 2017 przeszedł do KPR-u Legionowo. W sezonie 2017/2018, w którym rozegrał 29 meczów i zdobył 175 goli, zajął 3. miejsce w klasyfikacji najlepszych strzelców Superligi (po fazie zasadniczej zajmował 2. pozycję), a ponadto otrzymał nominację do nagrody dla odkrycia rozgrywek. W 2018 przeszedł do MMTS-u Kwidzyn, z którym podpisał dwuletni kontrakt.
Reprezentant Polski juniorów i młodzieżowców. W kwietniu 2012 wystąpił w dwóch meczach turnieju eliminacyjnego w Legionowie do mistrzostw Europy U-20. W 2014 zagrał w barwach reprezentacji Polski B w trzech meczach turnieju towarzyskiego na Litwie, w których zdobył dwie bramki.
Został powołany do Reprezentacji Polski w piłce ręcznej plażowej na World Games 2017, gdzie Polska zajęła 7. miejsce.

## Osiągnięcia
Indywidualne
- 2. miejsce w klasyfikacji najlepszych strzelców grupy B I ligi: 2013/2014 (166 bramek; Siódemka Miedź Legnica)[2]
- 3. miejsce w klasyfikacji najlepszych strzelców Superligi: 2017/2018 (175 bramek; KPR Legionowo)[5]
- Nominacja do tytułu odkrycia Superligi w sezonie 2017/2018[6]
- 1. Miejsce i tytuł Króla Strzelców PGNIG Superligi (162 bramki) oraz tytuł najlepszego bocznego rozgrywającego w sezonie 2021/2022

## Statystyki w Superlidze
| Siódemka Miedź Legnica          | 2012/2013 | 20 | 42  | 2,1 |
|                                 |           |    |     |     |
| Wybrzeże Gdańsk                 | 2014/2015 | 14 | 21  | 1,5 |
| Wisła Płock                     | 2015/2016 | 2  | 2   | 1   |
| Gwardia Opole                   | 2016/2017 | 31 | 29  | 0,9 |
| KPR Legionowo                   | 2017/2018 | 29 | 175 | 6   |
| Razem                           | Razem     | 96 | 269 | 2,8 |
| Stan na koniec sezonu 2017/2018 |           |    |     |     |